# Ranxerox
Ranxerox è un personaggio immaginario protagonista dell'omonima serie a fumetti ideata da Stefano Tamburini, autore dei testi e, inizialmente, dei disegni. La serie ebbe un buon successo internazionale di critica e di lettori, tanto da essere tradotta e pubblicata in vari paesi tra cui gli Stati Uniti, sulla rivista Heavy Metal, che gli dedicò anche la copertina del numero di luglio 1983..

## Genesi del personaggio
Il personaggio venne ideato da Stefano Tamburini nel 1978. La stilatura dei disegni, da principio, vedeva Tamburini assistito in maniera alternata da Andrea Pazienza e Tanino Liberatore; successivamente, a partire dalla fine del 1980, Liberatore ne divenne l'unico disegnatore.
Chiamato inizialmente Rank Xerox, il personaggio si presentava come un antieroico ed amorale androide dalla parlata romanesca turpe e volgare (soprattutto nelle prime storie) e dotato di una forza fisica sovraumana e di un'indole violenta ed animalesca, costruito da uno  studente universitario di robotica, attivo politicamente in un gruppo della sinistra extraparlamentare, con dei pezzi d'una fotocopiatrice Rank Xerox (un marchio realmente esistente, nato nel 1956 dalla produzione congiunta della britannica Rank e della statunitense Xerox per commercializzare fotocopiatrici in Europa) - da cui aveva preso il nome - ed altri vari materiali "bioelettronici" come arma di difesa contro le cariche della polizia in una futuristica e distopica Italia. L'androide, però, finisce per divenire invece l'eterno tirapiedi d'una caustica e spregiudicata lolita chiamata Lubna, la quale lo coinvolge giocoforza in una serie d'avventure folli e sempre più spericolate in una tentacolare Roma cyberpunk.
Va da sé che tale accostamento del marchio con questo truce e strabordante personaggio non piacque alla filiale italiana della Rank Xerox, che nel febbraio del 1980, tramite la propria équipe d'avvocati, mandò una lettera che intimava alla redazione del Male, dove al tempo venivano pubblicate le storie di Ranxerox, di cambiare il nome del personaggio, per evitare che il loro marchio venisse dunque associato ad una figura «le cui imprese sono un concentrato di violenza, oscenità e turpiloquio», minacciando che in caso contrario «si sarebbero visti costretti a prendere le vie legali». Tamburini rispose a quest'intimazione dell'azienda con il suo stesso personaggio, pubblicando una tavola in cui Ranxerox rispondeva: «e io me vedrò costretto a ròmpeve er culo!». Da allora in poi, per acquietare la cosa, il nome venne modificato in Ranxerox.

## Storia editoriale
Il personaggio ha esordito nel giugno 1978 sulla rivista Cannibale. Nel 1979 apparve brevemente nella rivista Il Male. Successivamente, dopo la chiusura della testata, venne pubblicato sulla nuova rivista Frigidaire, edita dalla Primo Carnera, fino alla morte del suo creatore avvenuta nell'aprile 1986. Nel 1996 fu pubblicata in Italia, sulla rivista Selen delle Edizioni 3ntini & C, la terza parte delle storie di Ranxerox, su testi del francese Alain Chabat, che concludeva la storia lasciata interrotta dalla morte di Tamburini.
Di seguito tutte le storie di Ranxerox pubblicate, in ordine cronologico:
1. Rank Xerox, il coatto!, testi di Stefano Tamburini, matite di Stefano Tamburini, Andrea Pazienza, Tanino Liberatore, pubblicata nel giugno 1978[7] della rivista Cannibale;
2. Rank Xerox!, testi di Stefano Tamburini, matite di Stefano Tamburini, Andrea Pazienza, Tanino Liberatore. Pubblicata nel novembre 1978 sulla rivista Cannibale;
3. Lù rapita, testi di Stefano Tamburini, matite di Stefano Tamburini, Andrea Pazienza, Tanino Liberatore. Pubblicata nell'aprile 1979 sulla rivista Cannibale;
4. The Modern Dance, testi di Stefano Tamburini, disegni di Tanino Liberatore. Pubblicata nel gennaio 1980 sulla rivista Il Male;
5. Provaci ancora Rank, testi di Stefano Tamburini, disegni di Tanino Liberatore. Pubblicata nel marzo 1980 sulla rivista Il Male;
6. Ranxerox, testi di Stefano Tamburini, disegni e colori di Tanino Liberatore. Pubblicata in 5 puntate nelle uscite del novembre 1980, gennaio 1981, giugno 1981, luglio-agosto 1981 e settembre 1981 della rivista Frigidaire;
7. Buon compleanno, Lubna!, testi di Stefano Tamburini, disegni e colori di Tanino Liberatore. Pubblicata in 4 puntate nelle uscite del gennaio 1982, aprile 1982, giugno 1982 e agosto 1982 della rivista Frigidaire;
8. Be Bop a Lubna, testi di Stefano Tamburini, disegni e colori di Tanino Liberatore. Pubblicata in 2 puntate nelle uscite dell'aprile 1982 e giugno 1983 della rivista Frigidaire;
9. I, Me, Mine Corporation, testi di Stefano Tamburini, disegni e colori di Tanino Liberatore. Pubblicata in 3 puntate nelle uscite del novembre 1984, ottobre 1985, novembre-dicembre 1985 della rivista Frigidaire;
10. Ranx alla ricerca di Energie, testi, disegni e colori di Tanino Liberatore. Tavola pubblicitaria del negozio Energie di Roma, pubblicata sul numero 85 del dicembre 1987 della rivista Frigidaire;
11. Amen!, testi di Alain Chabat, disegni e colori di Tanino Liberatore. Pubblicata per la prima volta sulla rivista francese L'Echo des Savanes in 3 puntate, nelle uscite del luglio 1985, dicembre 1985 e novembre 1996. Pubblicata in Italia in 4 puntate tra il 1996 e il 1997 nei numeri 12, 15, 19 e 20 della rivista Selen;
12. Aïe Robot!, testi di Jean-Luc Fromental, disegni e colori di Tanino Liberatore. Pubblicata per la prima volta sulla rivista francese L'Echo des Savanes nell'uscita del gennaio 1993. Pubblicata in Italia sul numero 21 dell febbraio 1993 della rivista Il Grifo.

## Altri media
Dal fumetto venne tratto il videogioco Ranx, pubblicato nel 1990 dalla Ubisoft per i computer Amiga, Atari ST e MS-DOS.